# رامز بالياني
رامز بالياني (مواليد 31 أغسطس 1973) هو ملاكم جورجي، مثّل بلاده في الألعاب الأولمبية الصيفية في دورات 1992 و1996 و2000.

## روابط خارجية
رامز بالياني على موقع بوكس ريك (الإنجليزية) (registration required)
- رامز بالياني على موقع أوليمبيديا (الإنجليزية)